# Pere Sampol Mas
Pere Sampol Mas (Montuïri, 16 de setembre de 1951 - 25 d'abril de 2025) fou un enginyer tècnic en electrònica industrial més conegut per la seva faceta de polític. Va ser director de la Fundació Emili Darder.
De jove milità al Partit Socialista d'Alliberament Nacional (PSAN) i a partir de 1976 al Partit Socialista de Mallorca (PSM). Fou diputat i portaveu del grup parlamentari del PSM al Parlament de les Illes Balears. Durant la legislatura 1995-1999 fou conseller del Consell Insular de Mallorca i durant la següent legislatura (1999-2003) fou vicepresident del govern i Conseller d'Economia, Comerç i Indústria del Govern de les Illes Balears en l'anomenat Pacte de Progrés.
El 2006 s'acomiadà de l'activitat política. No obstant això, poc després dona el salt a la política estatal. El juliol del 2007, arran del pacte subscrit entre PSIB-PSOE, Bloc per Mallorca i Unió Mallorquina per governar les institucions, fou designat senador pel Parlament de les Illes Balears i s'integrà al grup mixt. El 22 de juny de 2011 fou substituït per Francesc Antich Oliver La Asociación de Periodistas Parlamentarios (APP) va valorar positivament la tasca desenvolupada pel senador durant els sis primers mesos des de la seua designació i el desembre de 2007 el nomenà senador revelación del año juntament amb Dionisio García Carnero (PP), Patricia Hernández Gutiérrez (PSOE) i Javier Maqueda (PNB). Sampol va ser el candidat al congrés dels diputats de la candidatura nacionalista Unitat a les eleccions generals del 2008, sent nomenat senador autonòmic fins al 2011, quan deixà la primera línia de la política.
També fou conegut per la seva intervenció a la comissió parlamentària del cas Rasputin durant el qual va dir l'expressió "això és es colmo". La intervenció es faria coneguda en ser utilitzada com un dels gags recurrents del programa APM? (Alguna pregunta més?) de TV3. Durant aquesta comissió, Pere Sampol va pronunciar la seva famosa frase, que esdevindria una frase històrica:
Vostès han anat de putes amb els doblers del poble i encara venen aquí a renyar els diputats que li fan preguntes. És que és el colmo!, és que és el colmo, això!.
Tot i que al Diari de Sessions del Parlament apareix traduïa la paraula "colmo" com a "súmmum".

## Publicacions[9]
- En defensa d'aquest país, (amb Sebastià Serra 1993).
- Espanya no té remei (2011). Lleonard Muntaner Editor
- El fracàs d’Espanya. Un horitzó per a Catalunya, una esperança per a Balears (2013). Documenta Balear
- El procés català amb ulls mallorquins (2018). Lleonard Muntaner Editor